# Un gancho al corazón
Un gancho al corazón est une telenovela mexicaine diffusée en 2008-2009 par Televisa.

## Distribution
- Danna García : Valentina «La Monita » Lopez de Sermeño
- Sebastián Rulli : Mauricio Sermeño
- Laisha Wilkins : Constanza Lerdo Tejada de Ochoa
- Raúl Araiza : Roberto Beto Ochoa
- Úrsula Prats : Jacqueline Moncada Lerdo de Tejada
- Ana Martín : Nieves Ochoa
- Otto Sirgo : Salvador Ulloa
- Eugenia Cauduro : Gabriela
- Eric del Castillo : Marcos Lerdo de Tejada
- Roberto Blandon : Oscar Cardenas
- Agustin Arana : Jeronimo Sermeño
- Margarita Magaña : Estrella
- Verónica Jaspeado : Ximena Sermeño de Klunder
- Alejandro Sirvent : Rolando Klunder
- Irma Lozano : Teresa Garcia
- Lorena Enríquez : Paula Mendez
- Pablo Valentin : Tano
- Raul Padilla : Don Cesar
- Raquel Pankowsky : Bernarda
- Susana Lozano : Lorenza
- Juan Pedro : Ramiro
- Alejandro de la Madrid : Ricardo
- Ricardo Fastlicht : Bonilla
- Manuel Ojeda : Père de Roberto
- Ricardo Abarca : Aldo
- Felipe Sanchez : Ivan
- Renata Notni : Luisa
- Luja : Andrés Rivadeneira
- Nicole Casteele : Danny
- Lucia Zerecero : Katia Lerdo de Tejada Moncada
- Aldo Gallarco : Hector
- Natalia Juárez : Marina
- Ricardo Margaleff : Arnoldo Klunder
- Brenda Torres : La Esposa De El Lobo
- Norma Herrera : Alicia
- Jorge De Silva : El Lobo
- Macaria : Isabel

## Diffusion internationale
- Canal de las Estrellas (Mexique): Lundi au Vendredi aux 20h00 / TLNovelas: rediffusé
- Univision
- Gama TV
- TCS
- América Televisión
- Telemetro Panama
- Televen
- Univision (2009-2010)
- Mega
- Repretel
- Canal Sur Televisión / Aragón TV
- TV Puls
- Telemicro
- Studio 23 (maintenant ABS-CBN Sports+Action) (2012-2013)

## Autres versions
- Sos mi vida (El Trece, 2006-2007) produit par Pol-ka Producciones, avec Facundo Arana et Natalia Oreiro.